# Ommata seabrai
Ommata seabrai är en skalbaggsart som beskrevs av Dmytro Zajciw 1960. Ommata seabrai ingår i släktet Ommata och familjen långhorningar. Inga underarter finns listade i Catalogue of Life.